# Exciplexe
Les exciplexes sont des molécules hétéronucléaires qui ne sont stables que dans des états électroniquement excités.
Leurs homologues homonucléaires sont appelés excimères.

## Applications
Une classe importante de molécules exciplexes est constituée par les halogénures de gaz rares, notés NgX, tels que le chlorure de xénon XeCl et le fluorure de krypton KrF.
Ces molécules se désexcitent en émettant un photon dont l'énergie est de quelques électron-volts, ce qui signifie que la longueur d'onde de la lumière produite se situe dans le visible ou l'ultraviolet.
Les gaz ou mélanges de gaz pouvant conduire à la formation de ces molécules constituent un milieu laser quasi-idéal puisque l’inversion de population est obtenue directement. L’autre conséquence de la nature instable de leur état fondamental est que les espèces excimères ou exciplexes ne constituent pas elles-mêmes le milieu laser mais doivent être générées en temps réel par une excitation extérieure (décharge, faisceaux électroniques, micro-ondes, particules α, etc.). Au moins deux gaz doivent être utilisés pour générer des exciplexes : un donneur d’halogène et un gaz rare.
Cependant, toutes les molécules d’halogénures de gaz rares ne conduisent pas forcément à des développements de lasers.
Certaines molécules exciplexes sont diatomiques, formées par un métal alcalin et un atome de gaz rare. Exemples : LiHe, NaHe, KNe et RbKr.